# Fire on high
Fire on high is een lied van Electric Light Orchestra.

Schrijver en bandleider Jeff Lynne gebruikte het als openingstrack voor het muziekalbum Face the Music. Toetsenist Richard Tandy en orkestleider Louis Clark arrangeerden het voor plaatopname. Het nummer staat erom bekend dat het begint met een tekst die achterstevoren wordt afgespeeld, 
The Music is reversible but time is not. Turn back. Turn back. Turn back
. Het was Lynne's reactie op verborgen-boodschappenhisterie die er in zijn ogen heerste. De door Bev Bevan ingesproken tekst wordt op de achtergrond deels begeleid door fragmenten uit de Messiah van Georg Friedrich Händel. ELO had al eerder te maken met beschuldigingen uit christelijke hoek over vermeende duivelse teksten in het lied Eldorado.
Fire on high (de titel is wat vaagjes aan het eind te horen) werd in de jaren zeventig gebruikt als openingsmuziek voor het televisieprogramma CBS Sports Spectacular. Ook de New Jersey Devils en Atlanta Thashers (beide ijshockeyclubs) gebruikten het enige tijd bij de opening van hun thuiswedstrijden.
Fire on high werd gebruikte als B-kant van singles Livin' Thing en (Amerikaanse persing) Sweet Talkin' Woman.